# Neoseiulus paramarinus
Neoseiulus paramarinus är en spindeldjursart som beskrevs av Evans 1988. Neoseiulus paramarinus ingår i släktet Neoseiulus och familjen Phytoseiidae. Inga underarter finns listade i Catalogue of Life.